# Traccia evolutiva
In astronomia col termine traccia evolutiva (o semplicemente traccia) di una stella di fissata massa e composizione chimica, ci si riferisce al percorso che essa compie sul diagramma H-R durante la sua esistenza. Per una data composizione chimica, la traccia evolutiva è la curva descritta dai vari punti che la stella occupa nel diagramma in dipendenza della sua temperatura e della sua luminosità. 
La forma della traccia è determinata dai processi fisici che avvengono all'interno della stella: fusione termonucleare dell'idrogeno in elio, combustione dell'elio in carbonio ed ossigeno e così via. Siccome i processi fisici interni alla  stella dipendono principalmente dalla massa, stelle con masse differenti avranno tracce evolutive diverse. In particolare, le stelle di piccola massa (come il Sole) tracceranno sul diagramma H-R un percorso a luminosità mediamente deboli e con tempi di vita molto lunghi (diversi miliardi di anni), mentre stelle di grande massa saranno brillanti ma con vite molto brevi (pochi milioni di anni).
Le tracce sono uno strumento teorico fondamentale per la comprensione dell'evoluzione stellare e sono le fondamenta per lo studio delle popolazioni stellari: associazioni OB, ammassi globulari e aperti, galassie.